# Airlines for America
Airlines for America (A4A), antiguamente conocida como Air Transport Association of America (ATA), es una asociación de comercio y grupo de presión con base en Washington D. C. que representa a las mayores aerolíneas estadounidenses. Los miembros de A4A y sus afiliados transportan más del 90% de los pasajeros y la mercancía de aerolíneas de Estados Unidos.

## Perfil

### Misión

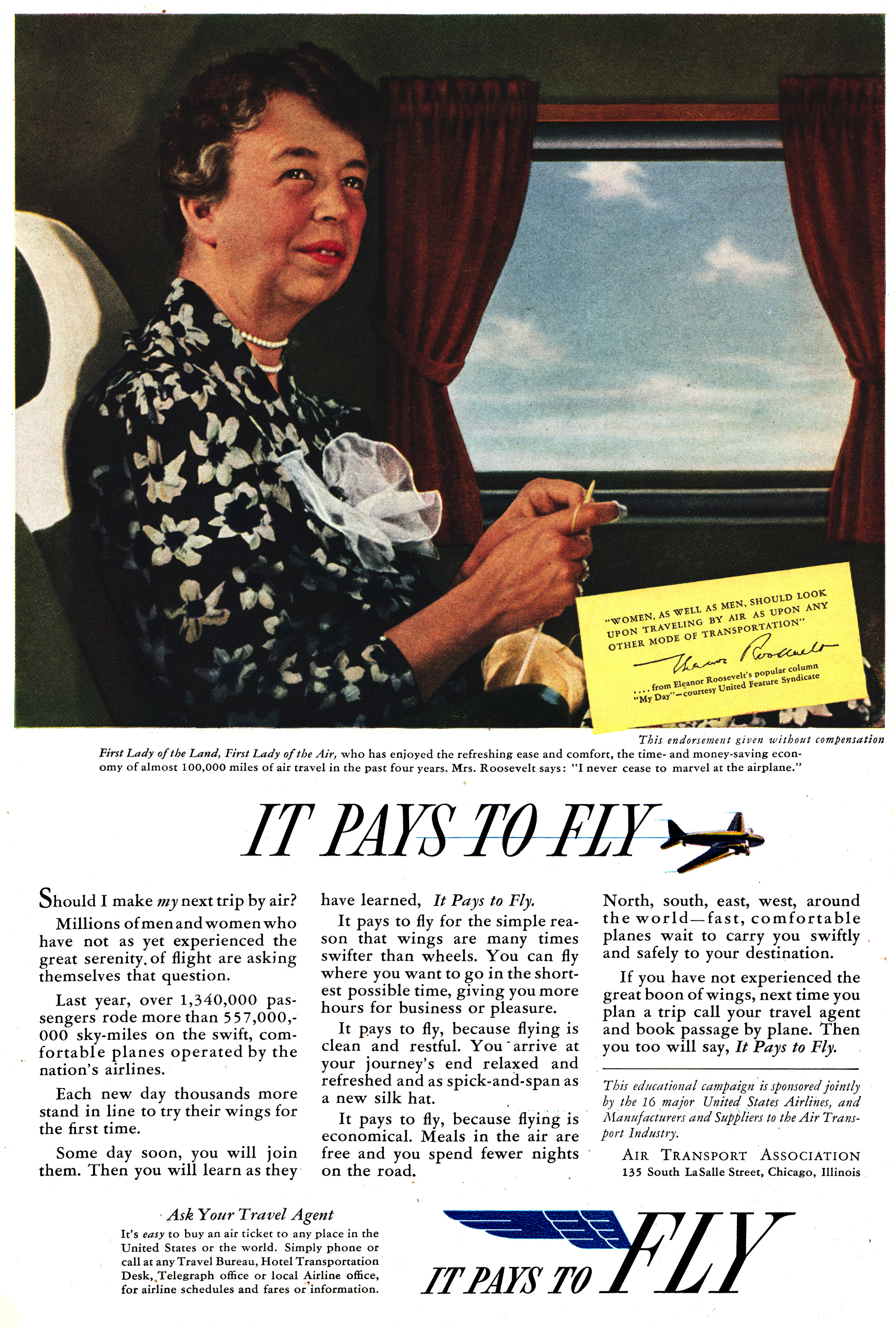
Anuncio de Air Transport Association de 1939 con Eleanor Roosevelt promoviendo el transporte aéreo comercial en los Estados Unidos

El propósito de A4A es “promover un negocio y regular un entorno que garantiza un transporte aéreo seguro y permite a las aerolíneas americanas a prosperar, estimular el crecimiento económico local, nacional y global ”. A4A aboga por la participación regularmente programada de corporaciones de aerolíneas en el congreso de los Estados Unidos, legislación del estado y del Departamento de Transporte, incluyendo la Administración Federal de Aviación, y el Departamento de Seguridad Nacional, la  Administración de Seguridad en el Transporte y la Oficina de Aduanas y Protección Fronteriza.
Desde su fundación en 1936, A4A ha jugado un papel en decisiones del gobierno que tienen que ver con la aviación, incluyendo la creación del Civil Aeronautics Board, la creación del sistema de control de tráfico aéreo y la liberalización de aerolíneas. También promueve que el gobierno americano implemente una política nacional de aerolíneas que permitirá a las aerolíneas americanas funcionar como empresas multinacionales eficaces. Además, mantiene como elemento de esa política la modernización del sistema de tráfico aéreo americano, el Next Generation Air Transportation System, abreviado como NextGen.

### Líderes

#### Nicholas Calio
Nicholas Calio se convirtió en presidente de Asociación de Transporte Aéreo (que por entonces era conocido como Airlines for America), en enero de 2011. Calio fue contratado después de que los Republicanos obtuvieran grandes ganancias en las elecciones de 2010. Contratar a Calio, reconocido republicano, y famoso por trabajar bien con demócratas, fue visto como algo positivo por la ATA. El lobby demócrata Jimmy Ryan dijo: “Es del agrado de ambos, demócratas y republicanos lo cual es una gran ventaja para la ATA. El nuevo reto es descubrir como hacer cosas con bipartidismo y Nick es quien tiene el mérito de haberlo hecho.” El senador Harry Reid dijo “…Nick tenía buen criterio y yo apreciaba eso de él cuando estaba en la Casa Blanca. La ATA es afortunada de contar con una mano experimentada que entiende la importancia de encontrar soluciones que satisfagan a ambos partidos.”

### Relaciones de gobierno
Los miembros más antiguos de A4A han testificado ante el congreso en favor de la disminución de las tasas a las aerolíneas, argumentando que las actuales políticas reducen los beneficios y el crecimiento de la industria. La A4A también ha padecido el acoso de lobbies en temas tales como el aumento de la competición en mercados internacionales promoviendo una revisión a fondo de los programas de coste, beneficios, progreso y administración de NextGen de la FAA. A4A trabaja con sus miembros en asuntos legales y técnicos que afectan a la industria de las aerolíneas americanas. 
A4A actúa en comités relacionados con combustible; aeropuertos; ingeniería y mantenimiento; el medioambiente; entrenamiento; seguridad; rehabilitación; seguridad en tierra; carga; servicios para pasajeros; asuntos de gobierno; y asuntos internacionales. A4A promueve las posiciones de asociaciones de miembros ante el estado y gobiernos locales para asegurar el entendimiento gubernamental y público de las posiciones de A4A en aspectos de aerolíneas comerciales.

### Prioridades legislativas y regulación
Las prioridades de A4A incluyen mantener la seguridad en las aerolíneas; maximizar los beneficios de la aerolínea; reformar el mercado energético; crear un marco internacional para reducir las emisiones de la industria acelerando la modernización del sistema de control de tráfico aéreo, y reducir las tasas de las aerolíneas.

#### Política nacional de aerolíneas
Airlines for America apoya la modernización de Nextgen del sistema de control de tráfico aéreo.este sistema actualizara el actual la tecnología de 1950 basada en radar con un moderno sistema de navegación basado en satélites. Expertos en aviación predicen que los sistemas de administración de tráfico aéreo modernos ahorrarán combustible y reducirán los retrasos permitiendo a los aviones operar rutas más cortas y permitir a más aviones operar de forma segura en cualquier momento. Modernizar el sistema de control de tráfico aéreo también reduciría la cantidad de tiempo que las aeronaves emplearía en espera en las pistas y en los hipódromos.
Oficialmente, la A4A ha anunciado cuatro elementos fundamentales de una política nacional de aerolíneas que incluyen reducir impuestos en la industria, reducir las regulaciones, aumentar el acceso a mercados extranjeros, hacer la industria más atractiva para inversores, y mejorar el sistema de control de tráfico aéreo. El presidente de A4A y la CEO, Nicholas E. Calio, dijo “las aerolíneas permiten a los negocios locales exportar sus mercancías, conectar sus residentes al mundo para negocios y viajes de placer- e importante, crear empleos con buen salario. Ahora encaramos el riesgo real de que las aerolíneas americanas cambien a alimentar a aerolíneas extranjeras a las puertas, en lugar de expandir sus rutas internacionales más lucrativas.
En 2011, Calio dijo que el valor de las exportaciones americanas enviadas por aire eran 117 veces el valor de las exportaciones transportadas por mar y que la aviación comercial se ha convertido en una importante catálisis para la economía. Calio dijo que el ambiente de regulaciones e impuestos, además de una infraestructura inadecuada, está haciendo difícil para la industria de aerolíneas americanas competir internacionalmente y aun así conseguir beneficio.

#### Protección a consumidores
El 25 de abril de 2011, la norma de la “Enhancing Airline Passenger Protections”, "76 Federal Regulation 23110" fue aprobada. Entre otros asuntos, la regla incluye elevar el mínimo "compensación por denegar el embarque" para los clientes con billetes válidos a los cuales no se les ha permitido el embarque a la aeronave. La legislación penaliza a las aerolíneas hasta con 27500$ por pasajero que es dejado fuera de la aeronave, en pista por más de tres horas. En 2010 la entonces Asociación de Transporte Aéreo y la Asociación Regional de Aerolíneas, ambas se opusieron a esta legislación. La ATA afirmó, “Como ya hemos comprobado antes, la competitividad del mercado y las regulaciones de los departamentos apoyadas por el justo refuerzo son suficientes para asegurar que las aerolíneas continúan proporcinando un buen servicio al cliente.”

#### Impuestos
En 2013, A4A formó una coalición de trabajo, negocios y grupos de defensa de los consumidores para oponerse a los aumentos en las tasas de los billetes que promovía a Administración de Seguridad del Transporte. A4A llamó a esta campaña “Stop Air Tax Now” los esfuerzos de A4A fueron respuesta a la propuesta a finales de 2013 de aumentar los impuestos de 2.5$ a 5$ por billete. En 2012 este impuesto generó en torno a 2.3$ millones de ingresos, el doble de lo recaudado en 2002. Los empleados de A4A repartieron bolsas para el mareo y brazaletes en el aeropuerto Washington Reagan National Airport preguntando: “¿te causan nauseas los aumentos en las tasas aéreas?” Nicholas Calio dijo, “aumentas las tasas es un “lose-lose” para aerolíneas, pasajeros, empleos y la economía en general- es inapropiado que el Congreso use a los pasajeros como un cajero automático cuando necesitan más dinero. Doblar los impuestos de seguridad de los pasajeros de TSA costaría más de 730 millones de dólares anuales a estos, dando lugar a unas enormes tasas adicionales en los viajeros, que no benefician directamente a los que pagan.” 
En 2014, Airlines for America apoyó la legislación, el Transparent Airfares Act of 2014 (H.R. 4156; 113th Congress),para dar a conocer los precios de los billetes por su tarifa básica además de los múltiples impuestos y tasas del gobierno. La legislación revertiría las regulaciones del Departamento de Transportes implantadas en 2012 que fuerza a las aerolíneas a anunciar las tarifas base junto con las tasas e impuestos. Airlines for America defiende que las regulaciones esconden excesivas tasas de viaje aéreo. Nicholas Calio dijo, “esto es una manera poco adecuada de llamar para caracterizar la actual ley como una norma de protección del cliente cuando en realidad protege al gobierno, no a los pasajeros de las aerolíneas, y es deshonesto por parte de Washington el esconderlo para no ser los responsables de los impuestos con los que gravan el transporte aéreo.” A4A dijo que en 2014, 61$ de cada 300$ del precio son impuestos.

#### Energía y emisiones contaminantes
Airlines for America también afirma haber participado en la promoción de la eficiencia de los motores de aviación y en el desarrollo de combustibles alternativos. En abril de 2014, A4A animó al gobierno federal para seguir apoyando iniciativas como la Commercial Aviation Alternative Fuels Initiative (CAAFI), o el programa Farm to Fly.
Cuando, en 2012, la Unión Europea decidió extender a la aviación el pago por emitir gases de efecto invernadero (ETS), Airlines for America impugnó la nueva ley ante el Tribunal de Justicia de la UE. A4A perdió la sentencia y entonces contrató a John Thune para promover une ley en Estados Unidos que prohibiría a las aerolíneas estadounidenses obedecer la reglamentación europea. Finalmente, la Unión Europea se rindió y retrasó la extensión del ETS a la aviación hasta 2027.

## Litigio

### Relaciones laborales
El 2010 un tribunal federal promovió unos nuevos procedimientos democráticos de voto para trabajadores de la industria aeronáutica y ferrovial que quisieran formar uniones. Antes ese mismo año, el  National Mediation Board (NMB) emitió una nueva regla que decía que las elecciones de las uniones aeronáuticas y ferroviarias debían ser decididas por una mayoría de votos. Previamente bajo la Railway Labor Act, que cubre a los trabajadores de aeronáutica y ferrocarril, todo trabajador que no votase en las elecciones era automáticamente contado como un “No”. La asociación de transporte aéreo y diez de sus aerolíneas miembros, demandó en el juzgado del distrito de Columbia para bloquear la resolución de NMB. El juzgado promovió la nueva regla y denegó la petición de la ATA de un mandamiento judicial.

## Informe económico y manual de industria de la A4A
Desde 1937 A4A ha publicado un informe económico anual en el “U.S Airline Industry” que incluye estadísticas operacionales y cargo de operaciones. Este informe incluye datos de ingresos, gastos, tráfico, uso de combustible, seguridad, impacto económico y empleabilidad. A4A también publica un manualde la industria de la economía de la aerolínea, operaciones, seguridad e historia.

## ATA Spec 100: Datos técnicos de manufactura
La entonces Asociación de Transporte Aéreo publicó la versión más nueva del ATA Spec 100 en 1999. De acuerdo con el sitio web del A4A, esta información no será revisada y ha sido combinada con el ATA Spec 2010 para producir el manual ATA iSpec 2200: Information Standards for Aviation Maintenance. 
Esta especificación define un ampliamente usado esquema de numeración para partes de aeronaves y la aparición de información de mantenimiento de la aeronave impresa. El código de la Administración Federal de Aviación JASC (Joint Aircraft System/Component) proporciona una versión modificada de la Spec 100 de la ATA.
ATA Spec 100 contiene el formato y contenido de las guías para manuales técnicos escritos por fabricantes y proveedores de aviación y es usado por aerolíneas y otros segmentos de la industria en el mantenimiento de sus respectivos productos. Este documento proporciona un amplio estándar de la industria para sistemas de numeración de aeronave, a los que comúnmente se pueden referir como a los sistemas ATA o a los números de capítulo ATA. El formato y contenido de las guías define los datos preparados como documentación impresa. en 2000 ATA Spec 100 y ATA Spec 2100 se incorporaron las iSpec 2200: Information Standards for Aviation Maintenance.  Las ATA Spec 100 y Spec 2100 no serán actualizadas más allá del nivel de revisión 1999.

## ATA Spec 300: Especificaciones para el empaquetamiento de suministro de aerolíneas.
El ATA Spec 300 establece las regulaciones que aseguran el empaque efectivo de suministros y equipamiento enviado por las aerolíneas. Estipula, por ejemplo, que un envoltorio de envío ha de ser capaz de soportar un mínimo de 100 envíos y tener unas asas empotradas, estar protegido con productos no corrosivos y tener bordes redondeados. Ha habido un aumento del uso de equipaje personal que cumple los estándares de la ATA 300. La ATA 300 fue publicada por primera vez el 1 de agosto de 1960.

## Miembros

### Aerolíneas miembros de la ATA
1. Alaska Airlines, Inc. (AS)
2. American Airlines, Inc. (AA)
3. Atlas Air, Inc. (5Y)
4. Federal Express Corporation (FX)
5. Hawaiian Airlines (HA)
6. JetBlue Airways Corp. (B6)
7. Southwest Airlines Co. (WN)
8. United Airlines, Inc. (UA)
9. UPS Airlines (5X)

El 27 de octubre de 2015, Delta Air Lines, INC. (DL) eligió dejar A4A a finales de 2016, tras varios desacuerdos con otros miembros. Sin embargo, el 29 de octubre de 2015, A4A votó eliminar a Delta Air Lines con efecto inmediato para que los miembros hablaran con voz unánime.

### Aerolíneas Miembros Asociadas
1. Air Canada (AC)